# 西愛沙尼亞群島

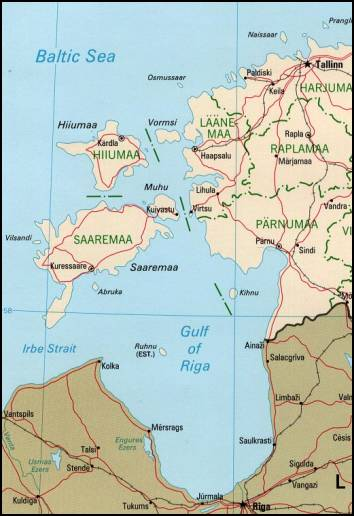
西愛沙尼亞群島

西愛沙尼亞群島是位于波羅的海、愛沙尼亞西岸的四個島嶼，包括萨雷马岛、希烏馬島、穆胡島、沃爾姆西島。
西愛沙尼亞群島與歐洲大陸之間的海稱之為韋伊納海。